# Далекобойност
Далекобойност – едно от основните свойства на стрелковото оръжие, съвкупността от неговите свойства, свъзрани с далечината на стрелба. Дадения термин се използва често и като описание на Далечина на полета в артилерията, ракетното оръжие и т.н.
Характеризира се с редица показатели, такива, като:
- Пределна далечина на полета на куршума
- Действителна далечина на огъня
- Прицелна далечина
- Далечина на правия изстрел

## Показатели на далекобойността

### Пределна далечина на полета
Характеризира пределните възможности при използването на оръжието. В най-голяма степен е важна за артилерийските системи, изключвайки противотанковите и зенитните такива, – за стрелковото оръжие е второстепенна характеристика, тъй като от него практически не се води стрелва на такива разстояния.

### Действителна далекобойност
Далечината, на която все още е съхранена достатъчно висока вероятност за поразяване на целта и ефективното действие на куршума по дадения тип цели за решаване на поставената бойна задача. Съответствено, за стрелковото оръжие има действителна далечина на огъня по единична цел, по групови цели, по щурмуващ самолет, по бронетехника, и т.н..
При стрелковото оръжие, като правило, не превъзхожда една трета от пределната далечина на полета на куршума.
Тази величина е в голяма степен условна, тъй като зависи не само от техническите характеристики на самото оръжие, но и от тактическите особености на неговото използване.
Например, през първата половина на 20 век за тежките картечници параметъра се отнася за огън на дистанции до няколко километра. В германско войсково наставление по картечно дело от 1920-те години се сочи, че стрелбата от картечницата MG08 („Максим“) е действителна до 1600 m по единични цели, а по групови цели с по-мощните куршуми s.S (schweres Spitzgeschoss, „тежък остроконечен“) – до 3500 m.
Впоследствие, в резултат на бойния опит от Втората световна война, далечината на действителния огън от картечниците, както и от другите видове стрелково оръжие, е преразгледана, и намалена почти наполовина; това става не поради изменения в свойствата и качествата на самото стрелково оръжие, а благодарение на насищането на войските с артилерия и, особено, с миномети, които правят воденето на стрелба от стрелково оръжие на големи дистанции сравнително неефективна и нерационална, – съответно е преразгледана и далечината на действителния огън от неговите образци, макар характеристиките на самото оръжие при това остават неизменни.
Действителната далечина на огъня е ограничена от възможностите на човешкото зрение. При оръжията с открит прицел тя обикновено не превишава 400 метра по единична жива цел. За водене на действителен огън на по-големи далечини се използват оптически прицели с различна конструкция.

### Прицелна далекобойност
Далечина, съответстваща на най-голямото деление на прицела на оръжието. Като правило, малко превишава далечината на действителния огън.
Прицелната далекобойност е изключително условна, субективна характеристика. Например, ППШ в ранните си модели, както и повечето довоенни картечни пистолети, има секторен прицел, размерен до 500 метра, но впоследствие се произвежда опростена версия с прицел до 200 метра, – при това характеристиките на самото оръжия де-факто остават същите, но новия прицел е много по-удобен за производство и напълно съответства на реалното бойно използване на това оръжие.

### Далекобойност на правия изстрел
Далечина, при която височината на траекторията е равна на височината на дадената цел (например, стоящ пехотинец). Характеризира се с настилност на траекториите. Колкото е по-голяма настилността на траекторията, толкова по-малки корекции по височина трябва да преви стрелеца при прицелване. В пределите на далечината на правия изстрел стрелбата може да се осъществява без преместване на прицела, за което на него има специално деление, съответстващо на прав изстрел (П).

### Примери
| над 4000 | 400 | 800 | 2000 | 425 |

| 3000 | 400 | 800 | 1000 | 365 |

| над 4000 | 800 | 1200 / 1300 (оптич. прицел) | 430 | 640 |

| 3000 | 400 | 800 (АК) / 1000 (АКМ) | 350 |

| 3150 | 500 | 1000 | 1000 | 440 |

| 3600 | 460 (A1) / 550 (A2 и повече) | 800 | 800 | 300 |

## История
С масовото внедряване в армиите на нарезното оръжие в средата на 19 век, в течение на определено време всички показатели на далекобойността на военното оръжие непрекъснато нарастват. Най-ваните стъпки в този процес са: прехода през 1860-те – 1870-те години на по-малки калибри, – отначало 10 – 12, а след това 6,5 – 8 mm, което позволява съществено да се увеличи настилността в траекторията на куршума и да се снижи разсейването; появата в средата на 1880-те години на бездимния барут, значително повишил всички показатели на далекобойност в стрелковото оръжие; прехода на олекотени „щурмови“ куршуми с остър нос в началото на 20 век, което отново подобрява настилността на траекториите. Тези мерки, в съчетание с подобреното качество на изработка и обработка на стволовете и групирането на боя, позволяват увеличаването на прицелната далекобойност при стрелба от нарезно оръжие от 400 – 600 m при стрелящите с димен барут щуцери от средата на 19 век до няколко километра при магазинните винтовки от вододела на вековете. Като този потенциал на оръжията не може пълноценно да бъде реализиран в онези години, тъй като отделните живи цели са невидими за невъоръженото око на такива разстояния.
В края на 19 и началото на 20 век има масово „увлечение“ на военните по далекобойност и точност на стрелбата, основно започнало в резултат на няколко достатъчно спорни епизода от Френко-пруската (1870 – 71) и Руско-турската (1877 – 78) войни. В този период на въоръжение се приемат винтовки, имащи прицелни приспособления, разграфени за стрелба на разстояния от порядък няколко километра. Например, руската винтовка образец 1891 г. има прицел, размерен до 3200 стъпки (2276 m), а английските Ли Метфорд и Ли Енфилд – основен прицел до 1600 ярда (1463 m) и допълнителен страничен до 2800 ярда (2560 m). Разбира се, стрелбата по единична цел на такова разстояние е невъзможна, тъй като такава задача, като е упоменато по-горе, значително превъзхожда възможностите на човешкото зрение, – все пак тези позиции на прицела се използват при навесна стрелба по групова цел, осъществявана на залпове („плутонгова стрелба“). Стрелците са обучавани при стрелбата да правят поправка по вятъра и да водят огън по невидима цел, разположена зад укритие или пресечен релеф на местността. Стрелбата с ръчно оръжие на дистанции от порядък 1000 метра е считана, до широкото разпространение на картечниците, за нормална и напълно разпространена практика при обучението на личния състав на стрелковите подразделения. При това, на практика, ефективността от този огън дори и онези времена е считана за достатъчно спорна, тъй като при голям разход на патрони нанасяните на противника от пушечния обстрел загуби от дистанции над километър често се оказва едва ли не символичен.
Разпространението на автоматичното оръжие в началото на 20 век значително намалява тази практика, изместена от много по-ефективния огън на тежките картечници, но като следствие от инерцията в мисленето и представите на военните теоретици за разстоянията на които ще се използват ръчните стрелкови оръжия в бъдещите войни те все пак остават съществено завишени.
Ситуацията рязко се променя в годините на Втората световна война. В хода на бойните действия бързо става ясно, че в условията на високата наситеност на войските с артилерия, миномети, бронетехника и гранатомети реалните далечини на водене на огън от стрелковото оръжие вече не превишава 300 m, а основните бойни действия с използване на лекото стрелково оръжие въобще са в пределите на 100 – 200 m. На такова разстояние победа одържа не тази страна, която е въоръжена с по-точно и далекобойно оръжие и имаща по-добра стрелкова подготовка, а тази, която подсигурява най-голяма плътност на огъня в близък бой. Целите, отдалечени над 300 m, се оказва по-рационално да бъдат поразявани с помощта на по-тежките видове оръжие, тъй като воденето по тях на огън от стрелковото (с изключение на снайперското) оръжие и даже от картечниците, започва да се смята за не работещо.
Това предизвиква рязко преразглеждане на изискванията към показателите на далекобойността на стрелбата от стрелковото оръжие. Най-важното следствие от това е въвеждането на въоръжение, отначало в нацистка Германия, а след това в СССР, на оръжия, използващи за водене на огъня по-слаби, междинни по мощност между пистолетните и винтовъчните, патрони, и по сравнение с магазинните винтовки имащи снижена прицелна далечина на водене на огъня при практически същата действителна далечина и съществено по-голяма скорострелност. Идеята за такива патрони се прокрадва в различни страни още от времето на Първата световна война, но отново поради завишените изисквания към далечината на стрелба от междувоенния период така и не получават разпространение. Не получават и, до самото начало на Втората световна война, достатъчно масово разпространение в армиите и картечните пистолети, които, имайки далечина на действителния огън около 100 – 200 m, са разглеждани само като вспомагателно огнево средство за бой на близки дистанции, тъй като се смята, че боя с използване на стрелково оръжие в пълна сила ще бъде на 400 m, – съответно, се опасявали, че въоръжените с картечни пистолети стрелци ще се окажат изключени от воденето му, което ще отслаби огневото могъщество на пехотното подразделение. Практиката на войната разрушава тези илюзии, и в много страни, – и на първо място в СССР, Германия, Великобритания, – картечния пистолет става във военния период едно от основните видове леко стрелково оръжие.
След войната в СССР и съюзните му държави концепцията на оръжията под „междинни“ патрони получава бурно развитие, което води до появата на „класическия“ образец – на автомата Калашников. Винтовъчните патрони сега са използвани само при картечниците, придадени в подразделенията на ниво не по-малко от рота, и снайперските винтовки, които в Съветската Армия служат за увеличаване на далечините на водене на действителния огън на пехотното отделение в цяло до 600 – 700 m, против 350 – 400 m на автоматите.
На Запад обаче още дълго време се съхранява предпочитанието в полза на точното и далекобойно оръжие, което е пряко следствие на това, че в системата на въоръженията в образувания през онези години блок на НАТО водеща роля имат американските образци. Поради това след войната на въоръжение в страните от НАТО е приет до известна степен облекчен, но съответстващ по всичките си основни характеристики винтовъчните боеприпаси патрон Т65 калибър 7,62 × 51 mm, оръжието което ги използва в цяло съответства на довоенните самозарядни и автоматични винтовки и е разчитано главно за точна стрелба с единични изстрели на сравнително голяма дистанция.
Едва след анализа на Пентагона на статистиките на бойните загуби през корейската война става ясно, че болшинството ранявания от стрелково оръжие са получени на разстояния под 100 метра от стрелците. За стрелба на такава дистанция по незащитена жива цел мощността на винтовъчния патрон е явно излишна, което води към преход в армията на САЩ, а след това и в останалите страни от НАТО, на оръжие под „междинен“ патрон, започнало в средата на 1960-те и окончателно завършило едва 1980-те години.
През последните десетилетия обаче отново се забелязва тенденция към увеличаване на дистанциите на пехотния бой с използването на стрелково оръжие. Например, бойния опит от Иракската кампания през 2000-те години показва, че далечината на действителната стрелба от оръжията, използващи „междинни“ патрони с нормален калибър, като АК и АКМ, вече не достатъчна за решаването на много от бойните задачи. Освен това, с масовото разпространяване в армиите на индивидуалната бронезащита към задачата от просто уцелване на целта се добавя и задачата за пробиване на нателната броня, което извиква към живот „междинните“ патрони с повишена мощност, такива, като 6,8 × 43 mm Remington SPC или 6,5 × 38 mm Grendel, оръжията под които имат повишена далечина на действителния огън по защитена от броня цел. В значителна степен способства за повишаването на действителната далечина на огъня и насищането на войските със съвременни прицелни приспособления, такива, като колиматорните прицели и, особено с леки оптични прицели: без да подобряват свойствата на самото оръжие, те правят огъня с него по-действителен за сметка на удобството и бързината на прицелване.

## Допълнителни източници
- «Артиллерия» 2-е исправленное и дополненное издание. Государственное военное издательство наркомата обороны СОЮЗА ССР МОСКВА – 1938 ((ru))